# Янет, Николай Яковлевич
Николай Яковлевич Яне́т (при рождении Нехемья Янкелевич Янет; 1893 — 1978) — актёр, режиссёр, художественный руководитель Ленинградского театра музыкальной комедии. Народный артист РСФСР (1959).

## Биография
Родился 26 мая (7 июня) 1893 года в Екатеринославе в многодетной семье мещанина кракиновского общества Поневежского уезда Ковенской губернии Янкеля Нехемьевича (Нохимовича) Янета (1870—?) и Эстер-Хавы Шлёмовны Янет (в девичестве Хуриной, 1870—?), дочери екатеринославского мещанина, заключивших брак там же 31 июля 1892 года. У него были младшие братья Соломон (1903) и Хаим (1906), и сёстры Хая-Ципа (1896) и Ревекка (1899).
С 1923 года актёр театров оперетты Москвы, Ленинграда и Харькова. В 1929—1975 актёр Ленинградского театра музыкальной комедии (в 1939—1949 режиссер, в 1941—1945 художественный руководитель).
Умер 4 апреля 1978 года Похоронен в Ленинграде на Богословском кладбище.

## Семья
- жена — заслуженная артистка РСФСР Нина Васильевна Пельцер.

## Творчество
Театральные работы
- Полиньяк («Зелёный остров» Ш. Лекока, 1932)
- Франсуа («Фиалка Монмартра» И. Кальмана)
- Бухгалтер Сверхсметкин («Как её зовут?» Н. В. Богословского, 1935)
- Монтабор («Дочь тамбурмажора» Ж. Оффенбаха, 1937)
- Бобриков («Золотая долина» И. О. Дунаевского, 1937)
- Попандопуло («Свадьба в Малиновке» Б. А. Александрова, 1938)
- Егудкин («Взаимная любовь» С. А. Каца, 1940)
- Чижов («Раскинулось море широко» В. Витлина, А. Круца и Н. Минха, 1942, и режиссёр)
- Данило Кокарев («Роза ветров» Б. А. Мокроусова, 1947)
- Корней Нефедович («Таежный соловей» Ю. С. Милютина, 1947)
- Георг Стан («Вольный ветер» И. О. Дунаевского, 1947)
- Мэр («Шумит Средиземное море» О. Б. Фельцмана, 1951)
- Вундервуд («Поцелуй Чаниты» Ю. С. Милютина, 1957)
- Боцман («Севастопольский вальс» К. Листова, 1961)
- Дулитл («Моя прекрасная леди» Ф. Лоу, 1964)
- Ременник («На рассвете» О. Сандлера, 1966)
- Старый князь («Королева чардаша» И. Кальмана, 1969)
- Сико («Кето и Котэ» В. Долидзе)
- Менелай («Прекрасная Елена» Ж. Оффенбаха)
- «Орфей в аду» Ж. Оффенбаха (1931)
- «Парижская жизнь» Ж. Оффенбаха (1938)
- «Роз-Мари» Р. Стотгарта и Р. Фримля (1939, 1942, и режиссёр)
- «Сирень-черемуха» В. Желобинского (1945, и режиссёр; 1958)
- «Рядом с тобой» (1949)
- «Трембита» (1950)
- «Сильва» И. Кальмана (1954)
- «Полярная звезда» (1966)
- «Франсуаза» (1968)

Режиссёр
- «Сильва» И. Кальмана (1940, 1944)
- «Катерина-солдатская жёнка» Н. Тимофеева (1940, пьеса А. Прейса)
- «Дороги к счастью» И. Дунаевского (1941)
- «Лесная быль» А. Логинова (1942, пьеса К. Гузынина и Н. Янета)
- «Летучая мышь» И. Штрауса (1943)
- «Принцесса цирка» И. Кальмана (1943)
- «Сорочинская ярмарка» А. Рябова (1943)
- «Верный друг» В. П. Соловьёва-Седого (1945, с А. Бурлаченко, пьеса В. Михайлова)
- «Свадьба в Малиновке» Б. А. Александрова (1943, 1951)
- «Наталка Полтавка» Н. В. Лысенко (1952, пьеса И. Котляревского)
- «Бал в Савойе» П. Абрахама (1960, текст В. С. Масса, М. Червинского)

## Отзывы
«Янет — умный, деловой человек, хороший актер, режиссёр, организатор. Всю войну осуществлял художественное руководство театром Музыкальной Комедии» (из дневника Соседки семьи Янета и Пельцер).

## Награды
- заслуженный артист РСФСР
- народный артист РСФСР (8.10.1959)
- орден Красной Звезды (22.7.1945)
- орден «Знак Почёта» (11.3.1939)[4]
- орден «Знак Почёта» (21.6.1957) — в ознаменование 250-летия города Ленинграда и отмечая заслуги трудящихся города в развитии промышленности, науки и культуры[5]
- медали